# Осіни (Кемпінський повіт)
Осіни (пол. Osiny, нім. Osin) — село в Польщі, у гміні Кемпно Кемпінського повіту Великопольського воєводства.
Населення — 638 осіб (2011).
У 1975-1998 роках село належало до Каліського воєводства.

## Демографія
Демографічна структура станом на 31 березня 2011 року:
|          | Загалом | Допрацездатний вік | Працездатний вік | Постпрацездатний вік |
| -------- | ------- | ------------------ | ---------------- | -------------------- |
| Чоловіки | 328     | 80                 | 223              | 25                   |
| Жінки    | 310     | 70                 | 192              | 48                   |
| Разом    | 638     | 150                | 415              | 73                   |